# パリ〜ツール2008
パリ〜ツール2008（Paris-Tours 2008）は、パリ〜ツールの102回目のレース。2008年10月12日、252kmの距離で行われ、フィリップ・ジルベールが優勝した。

## 結果
|    | 選手名                   | 国籍           | チーム                                   | 時間          |
| -- | ------------------------ | -------------- | ---------------------------------------- | ------------- |
| 1  | フィリップ・ジルベール   | ベルギー       | フランセーズ・デ・ジュー                 | 5時間47分43秒 |
| 2  | ジャン・キュイクス       | ベルギー       | ラントバウヴクレディート・テニスタイナー | 同            |
| 3  | セバスティアン・テュルゴ | フランス       | ブイグ・テレコム                         | 同            |
| 4  | ニコラ・ヴォゴンディ     | フランス       | アグリテュベル                           | 同            |
| 5  | タイラー・ファーラー     | アメリカ合衆国 | ガーミン・チポートレ                     | +04秒         |
| 6  | ロビー・マキュアン       | オーストラリア | サイレンス・ロット                       | 同            |
| 7  | エリック・ツァベル       | ドイツ         | チーム・ミルラム                         | 同            |
| 8  | ダニエーレ・ベンナーティ | イタリア       | リクイガス                               | 同            |
| 9  | クリストフ・ホダールト   | ベルギー       | トップスポート・フラーンデレン           | 同            |
| 10 | トム・ボーネン           | ベルギー       | クイックステップ                         | 同            |
| 64 | 別府史之                 | 日本           | スキル・シマノ                           | +1分43秒      |